# Élections législatives de 2002 en Eure-et-Loir
Les élections législatives françaises de 2002 se déroulent les 9 et 16 juin 2002. Dans le département d'Eure-et-Loir, quatre députés étaient à élire dans quatre circonscriptions.

## Élus
| Circonscription | Député sortant                              | Parti | Parti     | Député élu ou réélu | Parti | Parti |
| --------------- | ------------------------------------------- | ----- | --------- | ------------------- | ----- | ----- |
| 1re             | Georges Lemoine                             |       | PS        | Jean-Pierre Gorges  |       | UMP   |
| 2e              | Gérard Hamel                                |       | RPR       | Gérard Hamel        |       | UMP   |
| 3e              | Jacky Jaulneau suppléant de François Huwart |       | PS        | Patrick Hoguet      |       | UMP   |
| 4e              | Marie-Hélène Aubert                         |       | Les Verts | Alain Venot         |       | UMP   |

## Résultats

### Résultats au niveau départemental
| Parti                                            | Parti                               | Premier tour | Premier tour | Second tour | Second tour | Sièges |
| Parti                                            | Parti                               | Voix         | %            | Voix        | %           | Sièges |
| ------------------------------------------------ | ----------------------------------- | ------------ | ------------ | ----------- | ----------- | ------ |
|                                                  | Union pour un mouvement populaire   | 59 038       | 33,71        | 90 605      | 56,79       | 4      |
|                                                  | Union pour la démocratie française  | 20 380       | 11,64        | Retrait     | Retrait     | 0      |
|                                                  | Mouvement pour la France            | 1 480        | 0,85         |             |             | 0      |
|                                                  | Majorité présidentielle             | 80 898       | 46,20        | 90 605      | 56,79       | 4      |
|                                                  |                                     |              |              |             |             |        |
|                                                  | Parti socialiste                    | 24 316       | 13,89        | 33 980      | 21,30       | 0      |
|                                                  | Parti radical de gauche             | 13 676       | 7,81         | 18 725      | 11,74       | 0      |
|                                                  | Les Verts                           | 12 335       | 7,04         | 16 232      | 10,17       | 0      |
|                                                  | Parti communiste français           | 4 026        | 2,30         |             |             | 0      |
|                                                  | Pôle républicain dont Divers gauche | 2 351        | 1,34         | 0           |             |        |
|                                                  | Gauche parlementaire                | 56 704       | 32,38        | 68 937      | 43,21       | 0      |
|                                                  |                                     |              |              |             |             |        |
|                                                  | Front national                      | 26 026       | 14,86        |             |             | 0      |
|                                                  | Extrême gauche dont LCR, LO et PT   | 4 910        | 2,80         | 0           |             |        |
|                                                  | Chasse, pêche, nature et traditions | 4 508        | 2,57         | 0           |             |        |
|                                                  | Mouvement national républicain      | 1 220        | 0,70         | 0           |             |        |
|                                                  | Divers                              | 848          | 0,48         | 0           |             |        |
|                                                  |                                     |              |              |             |             |        |
| Inscrits                                         | Inscrits                            | 278 662      | 100,00       | 278 655     | 100,00      | 4      |
| Abstentions                                      | Abstentions                         | 99 655       | 35,76        | 111 584     | 40,04       |        |
| Votants                                          | Votants                             | 179 007      | 64,24        | 167 071     | 59,96       |        |
| Blancs et nuls                                   | Blancs et nuls                      | 3 893        | 2,17         | 7 529       | 4,51        |        |
| Exprimés                                         | Exprimés                            | 175 114      | 97,83        | 159 542     | 95,49       |        |
| Source : Ministère de l'Intérieur - Eure-et-Loir |                                     |              |              |             |             |        |

### Résultats par circonscription

#### Première circonscription (Chartres)
| Candidat       | Candidat                | Parti            | Premier tour | Premier tour | Second tour | Second tour |  |
| Candidat       | Candidat                | Parti            | Voix         | %            | Voix        | %           |  |
| -------------- | ----------------------- | ---------------- | ------------ | ------------ | ----------- | ----------- |  |
|                | Jean-Pierre Gorges élu  | UMP              | 15 546       | 30,81        | 25 196      | 54,31       |  |
|                | Georges Lemoine sortant | PS               | 14 918       | 29,56        | 21 201      | 45,69       |  |
|                | Éric Chevée             | UDF              | 7 413        | 14,69        |             |             |  |
|                | Jacqueline Peslerbe     | FN               | 6 175        | 12,24        |             |             |  |
|                | Mauricette Girard       | Les Verts        | 1 944        | 3,85         |             |             |  |
|                | Daniel Tonnellier       | CPNT             | 1 063        | 2,11         |             |             |  |
|                | Dominique Padois        | PCF              | 988          | 1,96         |             |             |  |
|                | Marie-Josée Aubert      | LO               | 694          | 1,38         |             |             |  |
|                | Mathieu Brétillard      | Pôle républicain | 687          | 1,36         |             |             |  |
|                | Stéphane Mourad         | LCR              | 646          | 1,28         |             |             |  |
|                | Martine Travaille       | Divers           | 333          | 0,66         |             |             |  |
|                | Patrick Pichot          | Divers           | 52           | 0,1          |             |             |  |
|                |                         |                  |              |              |             |             |  |
| Inscrits       | Inscrits                | Inscrits         | 78 945       | 100,00       | 78 947      | 100,00      |  |
| Abstentions    | Abstentions             | Abstentions      | 27 540       | 34,89        | 30 585      | 38,74       |  |
| Votants        | Votants                 | Votants          | 51 405       | 65,11        | 48 362      | 61,26       |  |
| Blancs et nuls | Blancs et nuls          | Blancs et nuls   | 946          | 1,84         | 1 965       | 4,06        |  |
| Exprimés       | Exprimés                | Exprimés         | 50 459       | 98,16        | 46 397      | 95,94       |  |

#### Deuxième circonscription (Dreux)
| Candidat       | Candidat                   | Parti            | Premier tour | Premier tour | Second tour | Second tour |  |
| Candidat       | Candidat                   | Parti            | Voix         | %            | Voix        | %           |  |
| -------------- | -------------------------- | ---------------- | ------------ | ------------ | ----------- | ----------- |  |
|                | Gérard Hamel sortant réélu | UMP              | 17 505       | 45,09        | 21 356      | 62,56       |  |
|                | Birgitta Hessel            | PS               | 9 398        | 24,21        | 12 779      | 37,44       |  |
|                | François Avon              | FN               | 7 196        | 18,53        |             |             |  |
|                | Marie Dulac                | CPNT             | 1 159        | 2,99         |             |             |  |
|                | Gisèle Quérité             | PCF              | 891          | 2,29         |             |             |  |
|                | Vincent Chevrollier        | LO               | 662          | 1,71         |             |             |  |
|                | Danielle Bourdier-Aubert   | Pôle républicain | 615          | 1,58         |             |             |  |
|                | Béatrice Jaffrenou         | PT               | 556          | 1,43         |             |             |  |
|                | Colette Mégret             | MNR              | 493          | 1,27         |             |             |  |
|                | Jean-Manuel Neves          | Divers           | 349          | 0,9          |             |             |  |
|                |                            |                  |              |              |             |             |  |
| Inscrits       | Inscrits                   | Inscrits         | 64 752       | 100,00       | 64 745      | 100,00      |  |
| Abstentions    | Abstentions                | Abstentions      | 25 095       | 38,76        | 28 815      | 44,51       |  |
| Votants        | Votants                    | Votants          | 39 657       | 61,24        | 35 930      | 55,49       |  |
| Blancs et nuls | Blancs et nuls             | Blancs et nuls   | 833          | 2,1          | 1 795       | 5           |  |
| Exprimés       | Exprimés                   | Exprimés         | 38 824       | 97,9         | 34 135      | 95          |  |

#### Troisième circonscription (Nogent-le-Rotrou)
| Candidat       | Candidat                | Parti            | Premier tour | Premier tour | Second tour | Second tour |  |
| Candidat       | Candidat                | Parti            | Voix         | %            | Voix        | %           |  |
| -------------- | ----------------------- | ---------------- | ------------ | ------------ | ----------- | ----------- |  |
|                | Patrick Hoguet élu      | UMP              | 14 945       | 34,84        | 21 181      | 53,08       |  |
|                | François Huwart sortant | PRG              | 13 676       | 31,88        | 18 725      | 46,92       |  |
|                | Philippe Loiseau        | FN               | 6 873        | 16,02        |             |             |  |
|                | Jacques Morland         | UDF              | 2 184        | 5,09         |             |             |  |
|                | François Picard         | CPNT             | 1 053        | 2,45         |             |             |  |
|                | Michel Quéchon          | PCF              | 1 042        | 2,43         |             |             |  |
|                | Anne-Catherine Gode     | LO               | 893          | 2,08         |             |             |  |
|                | Hugues Deballon         | MPF              | 759          | 1,77         |             |             |  |
|                | Stéphane Formery        | PT               | 582          | 1,36         |             |             |  |
|                | Sylvie Sabatier         | Pôle républicain | 504          | 1,17         |             |             |  |
|                | Luc Poitevin            | MNR              | 385          | 0,9          |             |             |  |
|                |                         |                  |              |              |             |             |  |
| Inscrits       | Inscrits                | Inscrits         | 69 335       | 100,00       | 69 333      | 100,00      |  |
| Abstentions    | Abstentions             | Abstentions      | 25 432       | 36,68        | 27 744      | 40,02       |  |
| Votants        | Votants                 | Votants          | 43 903       | 63,32        | 41 589      | 59,98       |  |
| Blancs et nuls | Blancs et nuls          | Blancs et nuls   | 1 007        | 2,29         | 1 683       | 4,05        |  |
| Exprimés       | Exprimés                | Exprimés         | 42 896       | 97,71        | 39 906      | 95,95       |  |

#### Quatrième circonscription (Châteaudun)
| Candidat       | Candidat                     | Parti            | Premier tour | Premier tour | Second tour | Second tour |  |
| Candidat       | Candidat                     | Parti            | Voix         | %            | Voix        | %           |  |
| -------------- | ---------------------------- | ---------------- | ------------ | ------------ | ----------- | ----------- |  |
|                | Alain Venot élu              | UMP              | 11 042       | 25,72        | 22 872      | 58,49       |  |
|                | Philippe Vigier              | UDF              | 10 783       | 25,11        | Retrait     | Retrait     |  |
|                | Marie-Hélène Aubert sortante | Les Verts (PS)   | 10 391       | 24,2         | 16 232      | 41,51       |  |
|                | Agnès Biondi-Blancot         | FN               | 5 782        | 13,47        |             |             |  |
|                | François Caré                | CPNT             | 1 233        | 2,87         |             |             |  |
|                | Jean-Pierre Le Touzo         | PCF              | 1 105        | 2,57         |             |             |  |
|                | Miren Chaize                 | LO               | 877          | 2,04         |             |             |  |
|                | Vincent Lhopiteau            | MPF              | 721          | 1,68         |             |             |  |
|                | Alain Renaut                 | Pôle républicain | 399          | 0,93         |             |             |  |
|                | Philippe-Albert Breton       | MNR              | 342          | 0,8          |             |             |  |
|                | Patrick Zind                 | IR               | 146          | 0,34         |             |             |  |
|                | Monique Marécaux             | Divers           | 114          | 0,27         |             |             |  |
|                |                              |                  |              |              |             |             |  |
| Inscrits       | Inscrits                     | Inscrits         | 65 630       | 100,00       | 65 630      | 100,00      |  |
| Abstentions    | Abstentions                  | Abstentions      | 21 588       | 32,89        | 24 440      | 37,24       |  |
| Votants        | Votants                      | Votants          | 44 042       | 67,11        | 41 190      | 62,76       |  |
| Blancs et nuls | Blancs et nuls               | Blancs et nuls   | 1 107        | 2,51         | 2 086       | 5,06        |  |
| Exprimés       | Exprimés                     | Exprimés         | 42 935       | 97,49        | 39 104      | 94,94       |  |